# Беллер
Беллер (дав.-гр. Βελλερ) — персонаж давньогрецької міфології, коринфянин.
Відомий тим, що його випадково вбив давньогрецький герой Беллерофонт, після чого і отримав своє ім'я — дав.-гр. Βελλεροφῶν означає «вбивця Беллера». За однією з версій Беллер був братом Беллерофонта.
Міф про Беллерофонта — це відгомін давніших міфів індоєвропейського походження, в яких герої вбивають бога зла Беллера (Балура або Біллера) у фракійсько-кельтско-гальскій міфологічній традиції і стають найвеличнішими героями.